# Mecaphesa verityi
Mecaphesa verityi is een spinnensoort in de taxonomische indeling van de krabspinnen (Thomisidae).
Het dier behoort tot het geslacht Mecaphesa. De wetenschappelijke naam van de soort werd voor het eerst geldig gepubliceerd in 1965 door Schick.